# Nephodia insipida
Nephodia insipida är en fjärilsart som beskrevs av Paul Dognin 1921. Nephodia insipida ingår i släktet Nephodia och familjen mätare. Inga underarter finns listade i Catalogue of Life.